# Pe strada Mântuleasa...
„Pe strada Mântuleasa...” este o nuvelă fantastică scrisă de Mircea Eliade. Scrierea ei a fost începută în august 1955 la Täsch (Elveția), dar a fost repede abandonată, fiind reluată ulterior și finalizată în noiembrie 1967 la Chicago (SUA). Nuvela a fost publicată în anul 1968 într-un volum tipărit de Editura Caietele Inorogului din Paris, apoi a apărut în următorii ani în traducere franceză și germană, înainte de a fi inclusă în volumul În curte la Dionis, tipărit în anul 1981 de Editura Cartea Românească din București.
Subiectul nuvelei îl constituie anchetarea de către Securitate a bătrânului Zaharia Fărâmă, fost director al unei școli primare de pe strada Mântuleasa, și relatarea de către acesta a unor întâmplări stranii petrecute într-un trecut apropiat. Poveștile istorisite de învățător contribuie la o redescoperire a spațiului „mitic”, uitat de contemporani,:p. 166 scoțând în evidență incompatibilitatea dintre lumea sacră și lumea profană și imposibilitatea înțelegerii sacralității lumii de către cei ce trăiesc în timpul profan.
Nuvela „Pe strada Mântuleasa...” a fost tradusă în peste 15 limbi străine, fiind una dintre cele mai traduse scrieri ale lui Mircea Eliade.

## Rezumat
Învățătorul pensionar Zaharia Fărâmă (fost director al școlii primare de pe strada Mântuleasa și inspector școlar) pătrunde într-o zi caniculară de vară din anii 1950 într-o clădire cu mai multe etaje din București, căutându-l pe fostul lui elev, Vasile I. Borza, ce se mutase recent acolo după ce devenise maior în cadrul Ministerului Afacerilor Interne. Bătrânul dă peste un necunoscut, ce nu admite posibilitatea unei confuzii. Apariția învățătorului într-o casă rezervată ofițerilor pare suspectă,:p. 625 iar Fărâmă este adus la Securitate și anchetat de ofițerul Dumitrescu, colegul lui Borza. Învățătorul dă răspunsuri incoerente și începe să relateze fapte incredibile (precum dispariția unui copil într-o pivniță părăsită ce reprezenta un portal de trecere pe Tărâmul celălalt sau zborul fără oprire al unei săgeți trase de un alt copil năzdrăvan pe nume Lixandru) petrecute într-un alt timp și într-o altă lume, divagând permanent în ciuda încercărilor anchetatorului de a-l aduce la subiect.
Întâmplările istorisite de Fărâmă s-au petrecut cu câteva zeci de ani în urmă. Relatarea sa începe cu expediția unor elevi ai școlii de pe strada Mântuleasa pe maidanele Bucureștilor în căutarea unei pivnițe inundate care ar reprezenta, după spusele băiatului tătar Abdul, un spațiu de trecere către o altă lume. Micul Iozi, băiatul rabinului de pe Calea Moșilor, dispare fără urmă în 1915 într-o pivniță ce conținea o trecere către o peșteră cu pereți de diamant, iar alți doi băieți pornesc în căutarea semnelor care să-i călăuzească către acea lume. Darvari, spirit sportiv, devine aviator și dispare misterios cu avionul în anul 1930 între Insula Șerpilor și Odesa, în timp ce Lixandru, spirit erudit, învață limba ebraică și caută trecerea pe sub pământ, în pivnițele de pe fostele pământuri ale boierilor Calomfiri, nemaifiind văzut de nimeni din 1932.:pp. 21–22
Poveștile învățătorului încep să intereseze mai multe persoane, fiecare urmărind un anumit subiect. Astfel, ofițerul Dumitrescu vrea să afle informații despre dispariția aviatorului Darvari și este iritat că bătrânul îi relatează alte povești; cercetările sale duc la descoperirea faptului că maiorul Borza fusese bătăuș în cartierul Tei și agent al Siguranței, iar impostorul este demascat. Subsecretarul de stat Economu și ministrul Anca Vogel sunt interesați de relatările lui Fărâmă despre uriașa Oana și căsătoria ei cu un profesor estonian. Interesele celor doi par a nu fi pur literare. Economu urmărește rămășițele tezaurului polonez ce fuseseră îngropate în toamna anului 1939 în pădurea de lângă Mănăstirea Pasărea și pe care încearcă să le transporte într-o noapte în pivnița casei sale din strada Calomfirescu (aflată în cartierul Mântuleasa). Acțiunea este descoperită, Economu se sinucide, iar Anca Vogel, care pare a fi implicată și ea în această afacere, este destituită.:p. 627
Alți anchetatori caută să descopere implicații politice în relatările fabuloase ale lui Fărâmă, încercând să afle de la bătrân motivul fugii lui Darvari în URSS și identitatea actuală a lui Lixandru, prietenul aviatorului, ce nu mai fusese văzut de nimeni după 1932 și despre care cred că ar trăi în prezent sub un nume de împrumut. Timpul trece, iar Fărâmă este eliberat. În finalul nuvelei, învățătorul se plimbă iarăși într-o vară caniculară pe strada Mântuleasa și este abordat de un necunoscut care se recomandă a fi fostul lui elev, Vasile I. Borza, dar afirmă că nu-și mai amintește de el. Falsul Borza fusese trimis de Lixandru pentru a afla ce știe Fărâmă.

## Structură
Nuvela este împărțită în 11 capitole:p. 624 numerotate cu cifre romane și fără titluri. Întâmplările nu urmează o cronologie strictă, fiecare fragment fiind format dintr-un nucleu realist și din relatări ale unor fapte din trecut.

## Personaje
- Zaharia Fărâmă — învățător pensionar, fost director al Școlii primare nr. 17 de pe strada Mântuleasa și apoi inspector școlar clasa a II-a. Este descris de autor ca fiind un „bărbat destul de înalt și foarte slab, cu o figură prelungă, osoasă, ștearsă, cu ochi cenușii, fără expresie; mustața, crescută neîngrijit, era aproape albă, ușor îngălbenită de tutun. Avea o pălărie veche de paie și era îmbrăcat în haine de vară, decolorate, foarte largi, parcă n-ar fi fost ale lui”.[5]:p. 207
- Dumitrescu — ofițer anchetator în cadrul Ministerului Afacerilor Interne. Asistă la vizita învățătorului Fărâmă în apartamentul maiorului Borza și-l consideră suspect pe intrus, hotârând să-l rețină și să-l ancheteze. Este un bărbat încă tânăr, cu o figură palidă și suspicioasă,[6] un instrument eficient al autorităților represive.
- Vasile I. Borza — maior în cadrul Ministerului Afacerilor Interne, ce nu-l recunoaște pe învățătorul Fărâmă. El pretinde că suferă de amnezie după ce a fost bătut de Siguranță în perioada ilegalității. Este un bărbat oacheș și voinic, cu o figură puhavă și cu ochi foarte mici, ce se manifestă autoritar în relațiile cu persoanele civile.[7] Cercetările efectuate ulterior de Securitate duc la demascarea sa ca fost agent al Siguranței și bătăuș în cartierul Tei ce pătrunsese prin fraudă în partid.
- Vasile Economu — subsecretar de stat la Ministerul Afacerilor Interne, pasionat de literatură și interesat de povestirile lui Fărâmă. Este un bărbat de vreo 50 de ani, cu nas turtit și păr cărunt.[8]
- Anca Vogel — ministru, „temuta luptătoare” a partidului din perioada ilegalității. Se interesează și ea de povestirile lui Fărâmă, dorind să afle cât mai multe lucruri despre Oana. Este „o femeie de vreo 50 de ani, mare, mătăhăloasă, cu obrazul lătăreț, tăiat de zbârcituri adânci, cu gura enormă, cu grumazul scurt și gros, iar părul cenușiu îl purta tuns scurt, aproape băiețește. Fuma necontenit”.[9] Criticul Alex. Ștefănescu o considera un corespondent literar al Anei Pauker,[1] iar Monica Lovinescu afirma în cartea sa de memorii La apa Vavilonului (1999–2001) că Eliade o evocase „destul de mitizant”, lucru pe care-l recunoscuse chiar și Tatiana Brătescu (1928–2011), fiica Anei Pauker, într-o discuție cu autorul la Paris.[10][11]
- doi anchetatori necunoscuți: unul cu părul rar și ochelari fumurii și altul cu dinți rari și îngălbeniți

### Personaje din poveștile lui Fărâmă
- Gheorghiță V. Lixandru — poet, fost elev la școala de pe strada Mântuleasa. Are puteri supranaturale: trage cu arcul în sus și săgeata nu se mai întoarce pe pământ. Fuge de acasă și este ascuns de Borza într-o pivniță de pe maidanul Primăriei. Are o inteligență sclipitoare și face două-trei clase școlare într-un an, absolvind Liceul „Spiru Haret”. Citește poezie spaniolă, învață limba ebraică și caută portalul de trecere pe Tărâmul celălalt prin care dispăruse Iozi. Dispare fără urmă după 1932, schimbându-și probabil identitatea.
- Pătru Darvari — aviator, fost elev la școala de pe strada Mântuleasa. A absolvit Școala Militară de la Târgu Mureș și a obținut brevetul de pilot. Se îndrăgostește de Marina. A dispărut cu avionul în august 1930, fără urmă, între Insula Șerpilor și Odesa, după o noapte erotică cu Marina.
- Oana — femeie voinică, înaltă de 2,42 metri, „spătoasă și frumoasă ca o statuie”. Este fata cârciumarului Fănică Tunsu din Obor și nepoata unui pădurar, ce fusese blestemat pe la 1840 de Selim, fiul pașei din Silistra, pentru că-l înșelase. La vârsta de 13 ani fata sare în spatele cailor nărăvași și îi învinge la trântă pe cei mai puternici bărbați. Se împrietenește cu Lixandru, Darvari și alți copii de pe strada Mântuleasa, cu care merge la iarmaroace. Pleacă la munte pentru a-și găsi soț și, după ce-i stoarce de vlagă pe toți ciobanii din zonă și se împreunează cu un taur, îl întâlnește pe bărbatul ursit (Cornelius Tarvastu, profesor de limbi romanice la Universitatea din Dorpat) cu care se căsătorește în toamna anului 1920 la Mănăstirea Pasărea înainte de a pleca înspre nord.
- Dragomir Calomfirescu — un tânăr elegant, mai mare cu câțiva ani decât Lixandru. Este urmașul boierului Iorgu Calomfir și al preafrumoasei Arghira ce au trăit pe la 1700 și stăpâneau terenurile unde se află azi strada Mântuleasa. Îi spune lui Lixandru povestea familiei sale, dezvăluindu-i existența unei lumi subpământene locuite de ființe vrăjite denumite blajini.
- Marina — sculptoriță neasemuit de frumoasă, verișoara lui Dragomir. Crede că este reîncarnarea Zamfirei, cea care vindecase vederea preafrumoasei Arghira. Se împrietenește cu Lixandru, Darvari și cu ceilalți tineri de pe strada Mântuleasa. Ea apare când tânără, când bătrână, având puterea de a trece de la o vârstă la alta.
- Iozi — băiatul rabinului din Calea Moșilor. Se aruncă în octombrie 1915 într-o pivniță cu apă de lângă Biserica cu Tei și dispare definitiv pe Tărâmul celălalt.
- Aldea — prietenul lui Darvari, elev la o școală de pe Calea Moșilor. Se împrietenește în 1914 cu Abdul, de la care află semnele portalului de trecere pe Tărâmul celălalt.
- Abdul — băiat tătar din Techirghiol, ce urmase școala în Constanța și vorbea perfect românește. Cunoaște un descântec prin care muștele se fac ghem și intră în traistă.
- Doftorul — iluzionist și fachir ce poate schimba, după voie, înfățișarea oamenilor și a lucrurilor. Mama lui era grecoaică din Smirna, iar tatăl lui avea o moșie în Bărăgan. Se logodește cu o grecoaică pe nume Caliopi, dar amână nunta ca să învețe trucurile de iluzionist. A călătorit prin țări depărtate și cunoaște multe limbi străine.
- Leana — cântăreața la cârciuma „Floarea-Soarelui” de pe strada Popa Soare, ce cunoaște cântece uitate de alții, precum și semnele căutate de Lixandru.

### Scriere

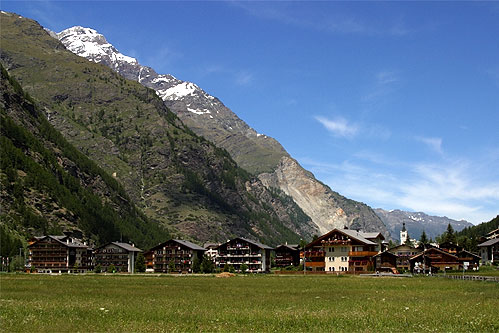
Satul elvețian Täsch, locul unde Eliade a început scrierea acestei nuvele.